# Tarántula (Marvel Comics)
La Tarántula es el nombre de varios personajes que aparecen en los cómics estadounidenses publicados por Marvel Comics. La mayoría de estos personajes se representan principalmente con un traje rojo y azul con espadas retráctiles, todos originarios de países de América del sur.

## Historial de publicaciones
El personaje fue introducido en The Amazing Spider-Man #134 (julio de 1974). El escritor Gerry Conway recordó cómo creó el personaje:

...Durante los disturbios políticos en América del Sur durante la década de 1970, hubo una sensación real de que nosotros, los Estados Unidos, éramos algo culpables, tanto por apoyar a los regímenes represivos que estaban en el poder, como en el caso de Chile, realmente ayudar en el derrocamiento. del gobierno elegido democráticamente. Entonces, en ese entorno, un personaje como Tarántula era inherentemente político. Pero la verdadera razón por la que quería escribir esa historia en particular fue algo que dijo mi buen amigo Don Glut, que también estaba escribiendo para Marvel en ese momento. Don una vez preguntó: "¿Por qué no hay héroes internacionales de países más pequeños, un Capitán América del tercer mundo o del viejo mundo?, como por ejemplo, ¿Capitán Serbo-Croacia? "Nos reímos, pero realmente me gustó esa idea: solo porque Estados Unidos se le ocurrió a su hombre, ¿por qué detenerse allí? ¿Por qué detenerse con los países más grandes, las superpotencias?

Actuando como un ejecutor patriótico de la opresiva dictadura del ficticio país sudamericano de Delvadia (esencialmente un equivalente de Delvadia al Capitán América), sus marcas definitorias son su traje rojo elástico con una tarántula negra en el pecho y las puntas venenosas unidas a sus guantes y botas. El personaje fue asesinado a principios de la década de 1980, pero la identidad de Tarántula ha sido llevada a cabo por una serie de sucesores.
Antes de la representación original, un personaje con el nombre de Tarántula apareció en Ghost Rider #2 (abril de 1967). No hay conexión entre este personaje y cualquiera de las otras representaciones.

## Biografía ficticia

### Antón Rodríguez
Antonio "Antón" Miguel Rodríguez es el primer personaje Colombiano en usar el nombre en clave de la Tarántula.
Él era un millonario revolucionario nacido en Bogotá, Colombia en la pequeña República Sudamérica ficticia de Delvadia, y después Anton fue expulsado de su pequeña organización después de asesinar a un guardia sin motivo durante un robo. Antón luego se pasó al lado del gobierno represivo de la dictadura fascista, donde crearon la identidad de Tarántula para que él sirviera como un operativo del gobierno y la contraparte de su país del Capitán América. Después de alienar a sus amos, Tarántula se embarca en una carrera criminal en los Estados Unidos. Secuestra un barco de pasajeros del río Hudson para robar a los pasajeros y retenerlos para pedir un rescate; Su plan, sin embargo, es interrumpido por Spider-Man y Punisher. Se escapa de la prisión con la ayuda del Chacal original que buscó vengarse de Spider-Man; sin embargo, la Tarántula es nuevamente derrotada por Spider-Man. Luego es contratado por Lightmaster para ayudar a Kraven el Cazador a cometer varios secuestros y asesinatos, pero es frustrado nuevamente por Spider-Man. La Tarántula luego une fuerzas con el Señor Suerte para robar las "Madbombs" y usarlas para la extorsión, pero esta vez es derrotado por el Capitán América.
La Tarántula es contratada por Corporación Brand para silenciar a un informante, pero Spider-Man vuelve a frustrarla. La Corporación Brand luego le ordena que mate a Spider-Man. En un intento de otorgarle poderes de araña, a la Tarántula se le inyecta un suero mutagénico y se coloca en un baño de electrolitos. El Will O' The Wisp interrumpe el proceso mutagénico, lo que le hace empezar transformando en una gigantesca y monstruosa, en forma de araña ser. Cae en Jamaica Bay, pero sobrevive a la caída y continúa mutando, y luego lucha contra Spider-Man en lo alto de un edificio alto de la ciudad de Nueva York. Horrorizado y disgustado con lo que se ha convertido, salta del edificio y ruega a los policías reunidos debajo que lo maten. Golpeado por una lluvia de disparos, la Tarántula golpea la calle y muere.
Durante la historia de Dead No More: The Clone Conspiracy, un clon de Tarántula se encuentra entre los clones que se crearon gracias a las nuevas tecnologías New U de Chacal. Estuvo involucrado en una pelea con los otros supervillanos clonados hasta que fue disuelta por un clon del Merodeador.

### Luis Alvarez
Luis Alvarez es el segundo personaje Paraguayo en usar el nombre en clave de la Tarántula nacido en Asunción Paraguay. Era un operativo especial del gobierno y excapitán de la milicia de Delvadian, pero no entregado a las actividades terroristas. Actuando más como un escuadrón de la muerte / ejecutor del gobierno, es elegido por los funcionarios del gobierno de Delvadian para ser la segunda Tarántula, y se somete a un tratamiento mutagénico para aumentar sus ya considerables habilidades físicas, vistiendo un traje idéntico. El gobierno de Delvadian lo envía a los Estados Unidos para eliminar a los refugiados políticos de ese país y para matar al Hombre Araña por lo que le sucedió a la primera Tarántula, pero el Hombre Araña y el U.S. Agent lo derrotan. Trabajando como mercenario, Luis se une al Camaleón para eliminar al Hombre Araña donde casi mata a Flash Thompson, pero este plan falló y es derrotado por el Hombre Araña y la Gata Negra. luego lucha contra El Castigador y Batroc el saltador. Finalmente, fue capturado y asesinado por el Jurado.

### Tercera versión
Un personaje sin nombre es el tercer personaje que usa el nombre en clave de Tarántula.
Un cliente del Bar Sin Nombre, él y varios otros villanos se pelean con Spider-Man y Alyosha Kravinoff. La Tarántula luego lucha contra los Runaways en Van Nuys, y es derrotada por un "encantamiento de depuración" lanzado por Nico Minoru.
Años más tarde, la Tarántula resurge como un aliado de la Gata Negra y como uno de los villanos que se aprovechan de la guerra de pandillas que se libra en el Tercer Recinto.
En un preludio de la historia de "Hunted", la Tarántula se encuentra entre los personajes de temática animal capturados por Taskmaster y Black Ant en nombre de Kraven el Cazador. Él es uno de los que Arcade revela públicamente como los Seis Salvajes.
La Tarántula estaba entre los supervillanos luchados por el Viejo Logan por la ubicación de Mysterio, y Miss Siniestro tomó telepáticamente la información de la Tarántula y luego lo mató.

### Jacinda Rodríguez
Jacinda Rodríguez es la cuarta personaje Colombiana en usar el nombre en clave de Tarántula, e hija de Antón Rodríguez. Ella y Marie Batroc fueron contratadas por East Winds para perseguir al Agente X, Taskmaster y Outlaw, sin embargo, Taskmaster sorprendió tanto a la Tarántula como a su compañero y mató a tiros a las dos hembras. La Tarántula se ve más tarde como un operativo de Delvadia junto a Devil-Spider, ayudando a Spider-Man y Pájaro Burlón a enfrentarse a El Facóquero (también conocido como Warthog), el drogadicto de Delvadia y el doble de cuerpo de Norman Osborn.

### María Vasquez
María Vasquez es la quinta personaje Argentina en usar el nombre en clave de la Tarántula, ella nació en Buenos Aires Argentina. 
De niña soñaba ser la bailarina y ganó las clases de ballet, después quería vengar a su hermana llamada Rosa Vásquez, que murió en el incidente de Stamford, pero esto iba en contra de que su padre llamado Joel Vásquez, prefiriera una profesión más segura de hacer un buen uso de su inteligencia. Después de que su padre es asesinado por ninjas mientras visitaba la tumba de Rosa por Ricadonna, María mató a los ninjas ella misma y pudo herir a Ricadonna, pero no pudo matar al asesino de su padre como deseaba.
Junto con los miembros de Héroes de Alquiler, la Tarántula pagó para localizar y detener a un grupo peligroso de ladrones que habían estado usando exoesqueletos avanzados para ayudar en los robos sin importar el daño colateral o la muerte dejada atrás; su investigación implicó detener al Segador y el Hombre Mono con la destrucción de la Estatua de la Libertad.
Los Héroes de Alquiler más tarde fueron a la Tierra Salvaje gracias a Paladín para capturar a Chico Luna y Dinosaurio Diablo para ser estudiados por S.H.I.E.L.D., a lo que el grupo se negó a pagar antes de resolver problemas con Hulk, lo que provocó que Tarántula tuviera una discusión con S.H.I.E.L.D., que levantó cierta tensión entre los dos equipos. Durante este tiempo, la Tarántula también estuvo cerca de tener una relación con Shang-Chi y luchó con los Héroes de Alquiler contra Hulk, después de lo cual dejó el grupo después de la disolución.

### Kaine
Kaine, un clon de Peter Parker, usó el alias de Tarántula para su descomunal forma de Man-Spider durante la historia de "Spider-Island" gracias al Chacal original y Adriana Soria.

## Poderes y habilidades
Antón Miguel Rodríguez fue un gran atleta con una agilidad increíble, habilidad para saltar y excelente en el combate cuerpo a cuerpo. Además, llevaba guantes con garras retráctiles afiladas como navajas y botas con dos púas retráctiles afiladas como navajas cargadas con drogas que dejarían a su víctima inconsciente u otras drogas y venenos dañinos o letales. Fue educado en la escuela militar, fue un excelente combatiente cuerpo a cuerpo y fue experto en varias artes marciales, particularmente en el kickboxing. Cuando se transformó en una criatura gigante parecida a una tarántula gracias al suero mutagénico de Brand Corporation, ganó fuerza sobrehumana y la capacidad de adherirse a superficies. Sin embargo, en su mutación final en una tarántula de tamaño humano, aunque poseía una fuerza sobrehumana, sus extremidades no estaban estructuradas para permitirle levantar (presionar) pesas.
Luis Álvarez tuvo su fuerza, resistencia, agilidad y reflejos mejorados a niveles humanos máximos, gracias a la fórmula del Dr. Karl Mendoza. Al igual que Rodríguez, también usaba garras retráctiles afiladas como navajas en sus guantes y dos puntas retráctiles afiladas como navajas en sus botas untadas con drogas y venenos dañinos o letales. Además, al igual que su predecesor, fue educado en la escuela militar, fue un excelente combatiente cuerpo a cuerpo y fue experto en diversas artes marciales, particularmente en el kickboxing.
María Vásquez es muy hábil en el combate cuerpo a cuerpo. Ella es experta en usar las hojas de sus muñecas y las puntas de sus botas como armas muy efectivas. También es una detective hábil, capaz de observación e investigación forense, así como una tiradora excepcional que también es hábil en tiro con precisión y lanzamiento de cuchillos.

## Otras versiones

### Ultimate Marvel
El equivalente en el universo definitivo de Tarántula es un clon de Spider-Man (Peter Parker), que viste una variante del traje negro de Spider-Man mientras tiene rasgos de Man-Spider de seis brazos, colmillos y pelo puntiagudo, y posee una fuerza, reflejos y equilibrio sobrehumanos y un sentido arácnido. Creado por el ambicioso cerebro Doctor Octopus (con el consentimiento de la CIA), intenta prevenir la mutación de secuestro de Kaine de Mary Jane Watson. Durante la pelea de su plantilla genética y la Spider-Woman con el Doctor Octopus, la Tarántula ataca a su creador y muere como resultado.

### Tierra-1048
Durante la historia de Spider-Geddon, se muestra que la versión Tierra-1048 de Tarántula luce patas de araña mecánicas. Estaba robando el distrito financiero cuando fue atacado por Spider-Man. Después de inmovilizar a la Tarántula con una bomba de telaraña, Spider-Man es visitado por el Superior Spider-Man de la Tierra-616 (la mente de Otto Octavius en el cuerpo de Spider-Man) mientras la Tarántula se libera. Cuando Superior Spider-Man se interpone en el camino de la bomba web, la Tarántula se escapa. Más tarde, los dos encuentran a la Tarántula robando un centro de investigación y lo derrotan, mientras que los robots araña del Hombre Araña Superior desactivan las patas de araña mecánicas de la Tarántula. Ambos Spider-Men se balancean, mientras que Tarántula es arrestada por la policía.

## En otros medios

### Televisión
- Una versión adaptada de Tarántula aparece en la serie animada de televisión Spider-Man: Maximum Venom, episodio de 2 partes, "Generaciones". Esta versión es un traje de batalla que luce los colores de las primeras cuatro encarnaciones, mientras que María Vasquez está adaptada como María Corazon (con la voz de Valenzia Algarin), la hermanastra de mentalidad científica de Anya Corazon. Mientras María está estudiando en América del Sur para su doctorado, el Camaleón se disfraza de ella para infiltrarse en Horizon High y pilotar el traje de batalla Tarántula en nombre del Dark Goblin para combatir a Spider-Girl, solo para ser derrotado por ella.[33]

### Videojuegos
- La encarnación de Antón Miguel Rodríguez de Tarántula aparece como un personaje jugable en el videojuego móvil Spider-Man Unlimited.